# Voralpenland

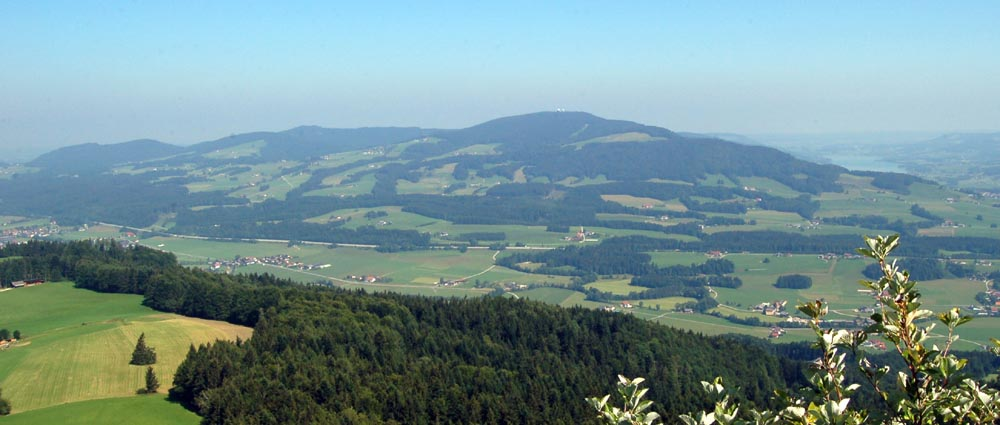
Kolomannsberg (Salzkammergut), Nördlicher Vorberg der Alpen, Blick nach Norden ins Alpenvorland, bei guter Fernsicht wäre der Böhmerwald nördlich der Donau am Horizont sichtbar

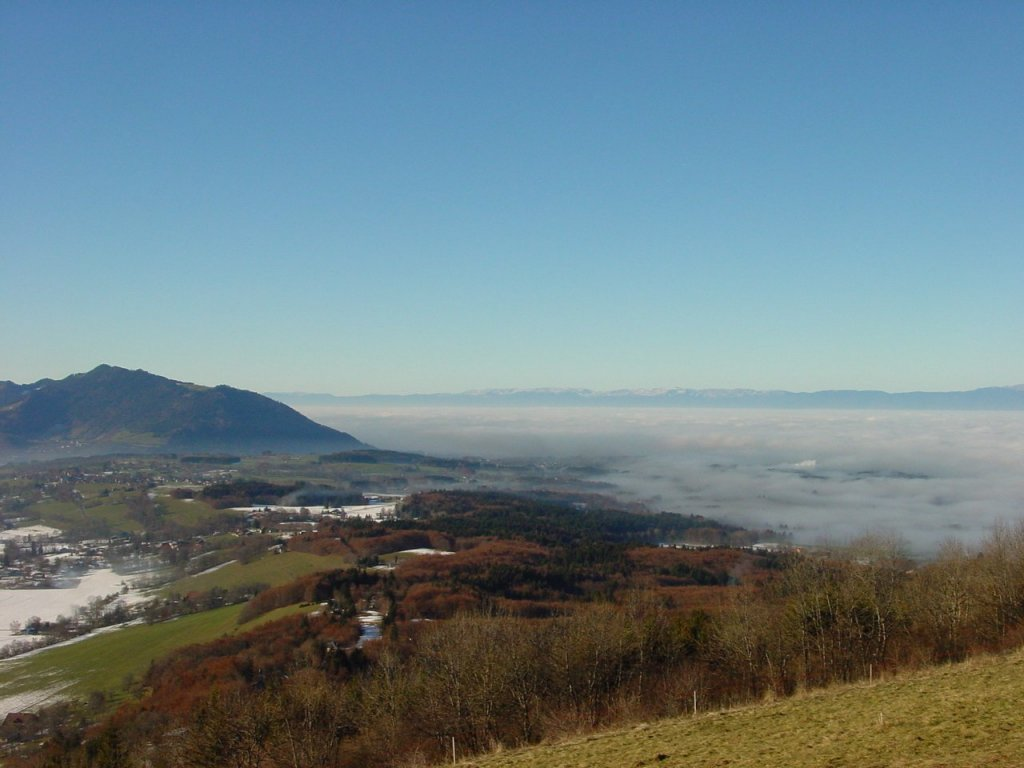
Pays de Gavot (Département Haute-Savoie), Blick über den Genfersee im Nebel, im Hintergrund der Jura

Voralpenland bezeichnet in der Regionalgeografie die Gebiete rund um die – kulturell, klimatisch oder wirtschaftlich – hochalpin geprägte Kernzone der Alpen. Es handelt sich überwiegend um Mittelgebirge, die geologisch noch zu den Alpen gehören, während das Alpenvorland außerhalb der Alpen liegt. Oft werden die beiden Begriffe jedoch fehlerhaft für Synonyme gehalten.
Der Begriff „Voralpenland“ wird in der Fachliteratur nur vorsichtig verwendet, weil er sich nicht gegen einige spezifischere Begriffe absetzt:
- allgemein die Voralpen, veraltet Niederalpen als die Vorberge der Alpen, die subalpinen mittelgebirgsähnlichen Höhenzüge am Alpenrand, und die dazwischenliegenden Talebenen, gegenüber dem flachen bis sanftwelligen, teils von alten Moränen durchzogenen Alpenvorland, das sich bis an die Donau zieht
  - die Schweizer Region Voralpen
  - die nördlichen Voralpen als Teil der Nordalpen, also die Kalkvoralpen als gegensätzliche Unterteilung zu den Kalkhochalpen in den nördlichen Kalkalpen, zusammen mit der Flyschzone, und einigen anderen Gesteinszonen
  - die bayerischen Voralpen als Gebirgsgruppe, gegenüber den allgemein zu den Nordalpen zählenden, den Kalkhochalpen vorgelagerten Berggebieten in Schwaben, Bayern und Salzburg
  - die salzburgischen Voralpen, die man zu den Salzkammergutbergen rechnet, gegenüber dem voralpinen Landstrich des nördlichen Flachgaus, der auch die salzburgische Seenplatte miteinbezieht
  - das oberösterreichische Voralpenland, das die Gebirgsgruppe der oberösterreichischen Voralpen umfasst, die Gebiete zwischen Kalkalpen und Hausruck, die nur teilweise innerhalb des nördlichen Salzkammerguts liegen, sowie einige tiefeingreifende Talöffnungen
  - die niederösterreichischen Voralpen von der Eisenwurzen bis zum Wienerwald
  - das südöstliche Alpenrandgebiet, namentlich östliches Randgebirge, Lavanttaler Alpen, Pohorje (Bachergebirge), geologisch Teile der Zentralen Ostalpen
  - die südlichen oder italienischen Voralpen (ital. prealpi) als südlichste Gebirgszüge der Südalpen und der italienischen Westalpen
  - die französischen Voralpen (fr. préalpes), die sich, bestehend aus den Savoyer Voralpen, den Dauphiné-Voralpen und den Provenzalischen Voralpen, vom Rhone-Tal bis zum Mittelmeer erstrecken.
- die voralpine Zone und die Randalpen-Zone als klimatologischer Begriff